# Gharra
Gharra fou un petit estat tributari de l'Índia central, inicialment a la sub-agència de Guna de Gwalior i després a la residència de Gwalior. La població el 1881 era de 9.544 habitants. Era feudatari de Gwalior. Els ingressos s'estimaven el 1881 en 1.700 lliures. Inicialment fou part de l'estat (jagir) de Rajhugarh el qual fou dividit el 1843 entre els tres principals membres de la família rajput dels Khichi. El 1883 va pujar al tron Balbhaddar Singh, menor d'edat, sota regència d'un kamdar supervisat per l'assistent polític a Guna.